# ياسمين الرشيدي
ياسمين الرشيدي هي كاتبة وروائية وصحفية مصرية ولدت بمحافظة القاهرة عام 1977، وتعيش ما بين القاهرة ونيويورك، وهي زميلة سابقة في مركز دوروثي وليويس بي كولمان للكتاب والعلماء بمكتبة نيويورك العامة عامي 2015-2016، وتنشر لها العديد من المقالات بصحيفة نيويورك تايمز الأمريكية، وتشارك في تحرير مجلة نيويورك ريفيو أوف بوكس، وفي تحرير مجلة «بدون» للثقافة والفنون في الشرق الأوسط.

## أعمالها ومؤلفاتها
كتبت ياسمين الرشيدي العديد من المقالات لعدد من الصحف المصرية والأمريكية، مثل جريدة الأهرام بالإنجليزية، وصحيفة نيويورك تايمز، كما صدر لها إلى جانب مساهمتها في عدد من المؤلفات مع كتّاب آخرين، روايتان طويلتان هما:
- حدث ذات صيف في القاهرة (رواية): صدرت عام 2016 باللغة الإنجليزية عن دار تيم دوجان للكتب، ثم صدرت نسختها المترجمة للعربية عام 2018 عن دار الشروق بالقاهرة من ترجمة أحمد الشافعي.[6][7]
- معركة من أجل مصر (رواية): صدرت عام 2011 باللغة الإنجليزية.[8]

أختيرت بعض كتابات ياسمين الرشيدي لتضمينها في مختارات «أفضل قراءة أمريكية غير مطلوبة»، و«مراجعة نيويورك في الخارج: خمسون عامًا من التقارير الصحفية الدولية»، «يوميات ثورة غير مكتملة».

## الجوائز
رشحت رواية «حدث ذات صيف في القاهرة» عام 2017 للفوز بجائزة القلم للكتب.